# Henriette Koch
Henriette Koch (* unbekannt; † 1828 in Wien) war eine deutsche Theaterschauspielerin.

## Leben
Henriette Koch war eine Tochter des Schauspielers und Theaterdirektors Siegfried Gotthelf Koch und Schwester von Betty Roose. Sie widmete sich der Bühne ohne es zu besonderer Bedeutung zu bringen. 1807 wurde sie ans Hofburgtheater engagiert, wo sie jedoch nur in kleinen Rollen Verwendung fand. 1822 verließ sie die Hofbühne und starb 1828 in Wien.